# القلعة (مذيخرة)

تعديل مصدري - تعديل

القلعة محلة تابعة لقرية المسلقة، التابعة لعزلة بني علي بمديرية مذيخرة إحدى مديريات محافظة إب في الجمهورية اليمنية، بلغ تعداد سكانها 169 حسب تعداد اليمن لعام 2004.